# Leonardo Navarro
Leonardo Navarro ist ein ehemaliger mexikanischer Fußballspieler auf der Position eines Stürmers.

## Leben
José Leonardo Navarro Galínez gehörte zum mexikanischen WM-Kader 1950 und bestritt beide Testspiele, die die mexikanische Nationalmannschaft im Vorfeld der WM 1950 gegen Spanien absolvierte: in der 24. Minute des am 26. Mai 1950 ausgetragenen ersten Vergleiches, den die Iberer mit 3:1 gewannen, erzielte Navarro das einzige Tor für die Mexikaner zur 1:0-Pausenführung. Das zwei Tage später ausgetragene „Rückspiel“ endete torlos. In derselben Saison 1949/50 stand Navarro beim CF Atlante unter Vertrag.